# Vadim Eilenkrig
Vadim Simowitsch Eilenkrig (russisch Вадим Симович Эйленкриг, * 4. Mai 1971 in Moskau) ist ein russischer Jazztrompeter (auch Flügelhorn) und Musikpädagoge.

## Leben
Eilenkrigs Vater Sima Eilenkrig ist Jazz-Saxophonist, der viele Jahre in Estrada-Formationen mit Iossif Kobson und Ljudmila Gurtschenko gearbeitet hat. Sein Sohn Vadim erhielt eine klassische Musikausbildung; er schloss das Staatliche Schnittke Musikinstitut, die Staatliche Universität für Kunst und Kultur Moskau und die Aspirantur an der Staatlichen Klassischen Maimonid-Akademie ab. Nach dem Studium arbeitete Eilenkrig in verschiedenen Moskauer Jazz-Orchestern, bei Anatoli Kroll, Oleg Lundstrem und als Solist in der Big Band Igor Butmans, mit der Aufnahmen entstanden (Carnival of Jazz II). 2009 erschien sein Debütalbum The Shadow of Your Smile (Butman Music), aufgenommen in New York mit Hiram Bullock und Will Lee. Im Bereich des Jazz war er zwischen 1003 und 2008 an drei Aufnahmesessions beteiligt. Er unterrichtet als Dozent am Lehrstuhl für Jazzmusik der Fakultät für Weltmusikkultur an der Staatlichen Klassischen Maimonid-Akademie und gibt Meisterklassen am Staatlichen Moskauer Konservatorium.